# Julius Framlev
Julius Alfred Torvald Hansen (29. april 1881 i Vemmelev – 1. april 1933 i Horsens) i 1924 navneændring til Julius Alfred Torvald Framlev, også kendt som Det borende X var en indbrudstyv, hvis speciale var pengeskabe på offentlige kontorer. Navnet Det borende X kom af, at han borede huller ved pengeskabenes lås, der lignede et X. Han opererede i årene 1909-1931, hvor han nåede at lave 58 pengeskabskup på pengeskabe, der ikke var boresikrede. Han var uddannet instrumentmager men forsøgte sig med mange andre erhverv, bl.a som grønthandler på Vesterbro i København.
Han blev afsløret 1. maj 1931, hvor han blev pågrebet af politiet efter et indbrud på et posthus på Rahbeks Allé på Frederiksberg. Han blev idømt 8 års fængsel til afsoning i Horsens Statsfængsel.
Han fik konstateret en alvorlig nyrelidelse og blev indlagt på Statsfængslets Hospital, hvor man konstaterede, at han også havde pådraget sig en lungebetændelse, som han døde af på Horsens Kommunehospital den 1. april 1933. Fik jordpåkastelse på Horsens Kommunehospital 5. april 1933, og blev begravet på Bispebjerg Kirkegård 10. april 1934.